# Micropsectra nigripila
Micropsectra nigripila е вид насекомо от разред Двукрили (Diptera), семейство Хирономидни (Chironomidae). Среща се в Северна Америка.